# Uwe Hansel
Uwe Hansel (* 29. September 1956; † 14. Dezember 2013) war ein deutscher Fußballspieler.

## Karriere
Die Karriere des Stürmers begann in der Jugend des MSV Duisburg, bevor er 1975 vom damaligen Bayer 05-Trainer Klaus Quinkert, der zugleich sein Sportlehrer am Meidericher Max-Planck-Gymnasium war, zu Bayer 05 Uerdingen geholt wurde. In seiner ersten Saison bei diesem Verein konnte er noch 11 Bundesliga-Spiele absolvieren, aber auch nicht mehr den Abstieg in die Zweite Liga verhindern.
In der 2. Bundesliga Nord spielte er dann zwei weitere Spielzeiten für die Uerdinger, jetzt allerdings als Mittelfeldspieler. Hier kam er zu 43 Spielen und acht Toren. In der Saison 1980/81 konnte er für den 1. FC Bocholt noch weitere 33 Zweitligaspiele bestreiten und dabei drei Tore erzielen. Mit dem Verein gewann er in der Saison 1979/1980 die Meisterschaft der Oberliga Nordrhein und erreichte sowohl 1980 als auch 1983 das Halbfinale der deutschen Amateurmeisterschaft. Danach spielte er weitere vier Jahre für den VfL Reken, mit dem er 1984 in die Oberliga Westfalen aufstieg. Seine Karriere ließ er bei der SpVgg Vreden und DJK 97 Bocholt ausklingen.